# Jo Jung-eun
Jo Jung-eun (10 de marzo de 1996) es una actriz surcoreana, conocida por su papel de la joven Jang-geum en la serie Dae Jang Geum (2003).

## Filmografía

### Cine
- Choseungdalgwa bambae (초승달과 밤배),  (2005)
- Gwi-yeo-un cheonjae (귀여운 천재) (2006)
- Hoechori (회초리) (2010)
- Wonderful Radio (원더풀 라디오)  (2012)

### Televisión
- 1%ui eotteon geot (1%의 어떤 것) –  (2003)
- Dae Jang-geum (대장금) –  (2003)
- Apgujeom jonggatjip (압구정 종갓집) – (2003)
- Wanggwa na (왕과 나) –  (2007)
- Jeppang-wang Kim Tak-gu (제빵왕 김탁구) – (2010)
- Gichalbirok (기찰비록) –  (2010)
- Bimilgibang angsimjeong (비밀기방 앙심정) – (2010-2011)
- Vampire geomsa (뱀파이어 검사) –  (2011) – cameo
- Insu daebi (인수대비) – (2011-2012)
- Dream High (드림하이) – , episodio 2x16 (2012)
- Babo eomma (바보엄마) –  (2012)
- Bulhu-ui yeongjak (불후의 명작) – (2012)
- Monnan-i songpyeon (못난이 송편) – f (2012)
- Two Weeks (투윅스) –  (2013)
- Hwajeong (화정) –  (2015)